# Loïc Lapoussin
Loïc Lapoussin (Rosny-sous-Bois, 27 maart 1996) is een Frans-Malagassisch voetballer die sinds januari 2025 uitkomt voor STVV.

## Carrière
In 2017 verliet Lapoussin US Créteil-Lusitanos, waar hij doorgroeide tot het B-elftal van de club maar nooit een officiële wedstrijd voor het eerste elftal speelde, voor Red Star FC. In zijn eerste seizoen werd hij er kampioen in de Championnat National. Het seizoen daarop kwam hij met de club uit in de Ligue 2.
In juli 2019 ondertekende hij een contract voor twee seizoenen bij de Belgische tweedeklasser Excelsior Virton. Daar wierp hij zich meteen op tot een vaste waarde in het eerste elftal. Toen de club op het einde van het seizoen 2019/20 geen licentie meer kreeg voor het profvoetbal, probeerde Sporting Charleroi hem in te lijven, tot groot ongenoegen van de Luxemburgse club. Uiteindelijk stapte hij net als Edisson Jordanov, Guillaume François en Anthony Moris over naar reeksgenoot Union Sint-Gillis. Met zijn twee goals en drie assists droeg hij zijn steentje bij aan de titel in de Proximus League. Na de titel verlengde hij zijn contract bij Union met twee seizoenen.
In zijn eerste wedstrijd in de Jupiler Pro League was Lapoussin meteen goed voor een assist: in de derby tegen RSC Anderlecht, die Union met 1-3 won, bood hij Deniz Undav de 0-1 aan.

## Clubstatistieken
| Seizoen | Club              | Land               | Competitie            | Competitie | Competitie | Beker | Beker | Europees | Europees | Totaal | Totaal |
| Seizoen | Club              | Land               | Competitie            | Wed.       | Dlp.       | Wed.  | Dlp.  | Wed.     | Dlp.     | Wed.   | Dlp.   |
| ------- | ----------------- | ------------------ | --------------------- | ---------- | ---------- | ----- | ----- | -------- | -------- | ------ | ------ |
| 2017/18 | Red Star FC       | Vlag van Frankrijk | Championnat National  | 21         | 1          | 2     | 0     | —        | —        | 23     | 1      |
| 2018/19 | Red Star FC       | Vlag van Frankrijk | Ligue 2               | 23         | 1          | 2     | 1     | —        | —        | 25     | 2      |
| 2019/20 | Excelsior Virton  | Vlag van België    | Challenger Pro League | 26         | 5          | 1     | 0     | —        | —        | 27     | 5      |
| 2020/21 | Union Sint-Gillis | Vlag van België    | Challenger Pro League | 21         | 2          | 3     | 1     | —        | —        | 24     | 2      |
| 2021/22 | Union Sint-Gillis | Vlag van België    | Jupiler Pro League    | 38         | 2          | 0     | 0     | —        | —        | 38     | 0      |
| 2022/23 | Union Sint-Gillis | Vlag van België    | Jupiler Pro League    | 38         | 3          | 4     | 0     | 12       | 1        | 54     | 4      |
| Totaal  | Totaal            | Totaal             | Totaal                | 167        | 14         | 12    | 2     | 12       | 1        | 191    | 17     |

## Interlandcarrière
Op 12 november 2020 debuteerde Lapoussin, die geboren en getogen is in Frankrijk maar van Malagassiscbe afkomst is, voor Madagaskar. In de Afrika Cup-kwalificatiewedstrijd tegen Ivoorkust viel hij in de 60e minuut in voor Rayan Raveloson.
| Interlands van Loïc Lapoussin    | Interlands van Loïc Lapoussin    | Interlands van Loïc Lapoussin              | Interlands van Loïc Lapoussin    | Interlands van Loïc Lapoussin    | Interlands van Loïc Lapoussin    | Interlands van Loïc Lapoussin    |
| No.                              | Datum                            | Wedstrijd                                  | Uitslag                          | Soort Wedstrijd                  | Doelpunten                       |                                  |
| Als speler bij Union Sint-Gillis | Als speler bij Union Sint-Gillis | Als speler bij Union Sint-Gillis           | Als speler bij Union Sint-Gillis | Als speler bij Union Sint-Gillis | Als speler bij Union Sint-Gillis | Als speler bij Union Sint-Gillis |
| -------------------------------- | -------------------------------- | ------------------------------------------ | -------------------------------- | -------------------------------- | -------------------------------- | -------------------------------- |
| 1.                               | 12 november 2020                 | Ivoorkust – Madagaskar                     | 2 – 1                            | Kwalificatie Afrika Cup 2021     | -                                |                                  |
| 2.                               | 17 november 2020                 | Madagaskar – Ivoorkust                     | 1 – 1                            | Kwalificatie Afrika Cup 2021     | -                                |                                  |
| 3.                               | 30 maart 2021                    | Madagaskar – Niger                         | 0 – 0                            | Kwalificatie Afrika Cup 2021     | -                                |                                  |
| 4.                               | 2 september 2021                 | Madagaskar – Benin                         | 0 – 1                            | Kwalificatie WK 2022             | -                                |                                  |
| 5.                               | 7 september 2021                 | Tanzania – Madagaskar                      | 3 – 2                            | Kwalificatie WK 2022             | -                                |                                  |
| 6.                               | 7 oktober 2021                   | Congo-Kinshasa – Madagaskar                | 2 – 0                            | Kwalificatie WK 2022             | -                                |                                  |
| 7.                               | 10 oktober 2021                  | Madagaskar – Congo-Kinshasa                | 1 – 0                            | Kwalificatie WK 2022             | -                                |                                  |
| 8.                               | 11 november 2021                 | Benin – Madagaskar                         | 2 – 0                            | Kwalificatie WK 2022             | -                                |                                  |
| 9.                               | 10 oktober 2021                  | Madagaskar – Tanzania                      | 1 – 1                            | Kwalificatie WK 2022             | -                                |                                  |
| 10.                              | 1 juni 2022                      | Ghana – Madagaskar                         | 3 – 0                            | Kwalificatie Afrika Cup 2023     | -                                |                                  |
| 11.                              | 6 juni 2022                      | Madagaskar – Angola                        | 1 – 1                            | Kwalificatie Afrika Cup 2023     | -                                |                                  |
| 12.                              | 23 maart 2023                    | Madagaskar – Centraal-Afrikaanse Republiek | 0 – 3                            | Kwalificatie Afrika Cup 2023     | -                                |                                  |
| Totaal                           | Totaal                           | Totaal                                     | Totaal                           | Totaal                           | -                                |                                  |

Bijgewerkt tot 13 juli 2023

## Erelijst
| Beker van België         | 1× | 2023/24 |
| Kampioen Eerste Klasse B | 1x | 2020/21 |